# Yuji Okuma
Yuji Okuma (født 19. januar 1969) er en tidligere japansk fodboldspiller og træner.
Han har spillet for flere forskellige klubber i sin karriere, herunder Kashiwa Reysol, Kyoto Purple Sanga og Avispa Fukuoka.
Han har tidligere trænet Cerezo Osaka.